# Themroc
Themroc is een Franse lowbudget cultfilm uit 1973, geregisseerd door Claude Faraldo. De film heeft een sterk anarchistisch karakter. Er worden geen verstaanbare conversaties gevoerd, de weinige dialogen vinden plaats in een fantasietaal.

## Verhaal
Themroc vertelt het verhaal van een simpele arbeider die op een dag de sleur niet meer aankan en rebelleert. Hij gaat tekeer tegen zijn baas en verleidt diens secretaresse. Thuisgekomen metselt hij de deur van zijn kamer dicht en hakt de gevel van zijn buitenmuur uit, waardoor hij een soort stadse holbewoner wordt. Zijn rebellie heeft een aanstekende werking.

## Rolverdeling
| Acteur                   | Personage       |
| ------------------------ | --------------- |
| Michel Piccoli           | Themroc         |
| Béatrice Romand          | Zus             |
| Marilù Tolo              | Secretaresse    |
| Francesca Romana Coluzzi | Buurvrouw       |
| Jeanne Herviale          | Moeder          |
| Patrick Dewaere          | Metselaar       |
| Miou-Miou                | Jonge buurvrouw |